# ستيف وليامز (لاعب كرة قدم أمريكية)
ستيف وليامز (بالإنجليزية: Steven Dwain Williams) هو لاعب كرة قدم أمريكية أمريكي، ولد في 7 مايو 1991 في دالاس في الولايات المتحدة.

## وصلات خارجية
- ستيف وليامز على موقع مرجع كرة القدم المحترفة.كوم (الإنجليزية)